# Allan King
Allan Winton King (Vancouver, 6 febbraio 1930 – Toronto, 15 giugno 2009) è stato un regista canadese.

## Biografia
Nato a Vancouver, Columbia Britannica durante la grande depressione, King frequentò la Henry Hudson Elementary School in Kitsilano.
Nel 2002, fu ordinato Ufficiale dell'Ordine del Canada. In 2007 il Museum of Modern Art di New York ha ospitato una retrospettiva sui suoi lavori. Nel 2009, ci furono tributi simili al Pacific Cinematheque di Vancouver e al Vancouver International Film Centre

## Documentarista
King fu il leader canadese della tecnica documentaria nota come direct cinema e fondò la Allan King Films Limited in Toronto.
Avendo visto Warrendale, film del 1967, il regista Jean Renoir scrisse, "Allan king è un grande artista. Il suo importante lavoro espone un'azione tra le più cariche di suspense che io abbia mai visto su schermo" e che guardando il film sentiva come “l'impressione di essere nascosto in un angolo di questo ospedale, e di assistere in prima persona alla scena che si svolge sullo schermo”

## Premi
Con Dying at Grace nel 2004 vince premi al Phoenix Film Festival, ai Gemini Awards e il "Outstanding Team Achievement in a Documentary" al Directors Guild of Canada.

## Morte
King è morto di un cancro al cervello, il 15 giugno 2009, all'età di 79 anni, nella sua casa a Toronto

## Filmografia

### Film e telefilm
- Skid Row (1956)
- The Pemberton Valley (1957)
- Rickshaw (1960) (TV)
- Interview with Orson Welles (1960) (TV)
- A Matter of Pride (1961) (TV)
- Dreams (1962) (TV)
- The Field Day (1963)
- Joshua: A Nigerian Portrait (1963) (TV)
- Running Away Backwards (1964)
- Children in Conflict: A Talk with Irene (1967)
- Warrendale (1967)
- A Married Couple (1969)
- Come on Children (1973)
- Red Emma (1974) (TV)
- Maria (1977) (TV)
- Who Has Seen the Wind (1977)
- One Night Stand (1978) (TV)
- Silence of the North (1981)
- Tucker and the Horse Thief (1985) (TV)
- The Last Season (1986)
- Termini Station (1989)
- The Dragon's Egg (1998) (TV)
- Dying at Grace (2003)
- Memory for Max, Claire, Ida and Company (2005)
- EMPz 4 Life (2006)

### Serie TV
- Alfred Hitchcock presenta (1985)
- Philip Marlowe, Private Eye (1986 episode)
- Friday the 13th: The Series (1987)
- The Twilight Zone (1988)
- Bordertown (1989)
- La strada per Avonlea (1989)
- Neon Rider (1990)
- Dracula: The Series (1990, 1991)
- By Way of the Stars (1992)
- Madison (1993)
- Kung Fu: la leggenda continua (1993)
- Twice in a Lifetime (1999)